# Pikku-Lemurit (södra)
Pikku-Lemurit (södra) är en ö i Finland. Den ligger i Bottenviken och i kommunen Karleby i den ekonomiska regionen  Karleby i landskapet Mellersta Österbotten, i den nordvästra delen av landet. Ön ligger omkring 10 kilometer nordöst om Karleby och omkring 430 kilometer norr om Helsingfors.
Öns area är 0,6 hektar och dess största längd är 170 meter i sydöst-nordvästlig riktning. I omgivningarna runt Lemuri växer i huvudsak blandskog. Den ligger intill öarna Pikku-Lemurit (norra) och Iso-Lemuri.

## Klimat
Inlandsklimat råder i trakten. Årsmedeltemperaturen i trakten är 0 °C. Den varmaste månaden är juli, då medeltemperaturen är 16 °C, och den kallaste är januari, med −14 °C.